# Fuoco, neve e dinamite
Fuoco, neve e dinamite (Feuer, Eis & Dynamit) è un film commedia tedesco del 1990 diretto dal regista Willy Bogner. Il titolo della pellicola riprende un altro lavoro di Bogner, Feuer und Eis, che in Italia fu diffuso come Vacanze sulla neve.

## Trama
Sir George è un ricco finanziere che, per salvarsi dai debiti che stanno mettendo a rischio il suo patrimonio, decide di fingersi morto. Nel suo testamento lascia più di 135 milioni di dollari a chi uscirà vittorioso da una gara ricca di sport estremi. Prendono parte alla competizione i suoi tre figli Lucy, Dudley e Alexander, alcuni suoi soci commerciali e anche Viktor e Martha De Brise, due furfantelli malintenzionati che riescono ad intrufolarsi.

## Distribuzione
Il film è stato distribuito nelle sale cinematografiche italiane nel mese di marzo del 1991.

### Data di uscita
Alcune date di uscita internazionali nel corso degli anni sono state:
- 18 ottobre 1990 in Germania (Feuer, Eis & Dynamit)[2]
- 29 marzo 1991 in Italia[3]

### Edizioni home video
- Per il circuito home video in Italia nel 1992 è stata una distribuita una videocassetta VHS dalla ViViVideo.[4]
- Una versione in DVD è stata prodotta dalla Terminal Video e distribuita sul mercato italiano nel 2012. Cod. EAN-13 8181120110755

## Accoglienza
La pellicola non ha ottenuto successo al botteghino e nemmeno con la critica. Quest'ultima non ha apprezzato come le vicende vengono narrate, né tantomeno i troppi riferimenti commerciali inseriti all'interno del film. Vengono però apprezzate le riprese delle gare sportive, definite emozionanti e divertenti, consigliandone la visione.